# Franz Ludwig Güssefeld

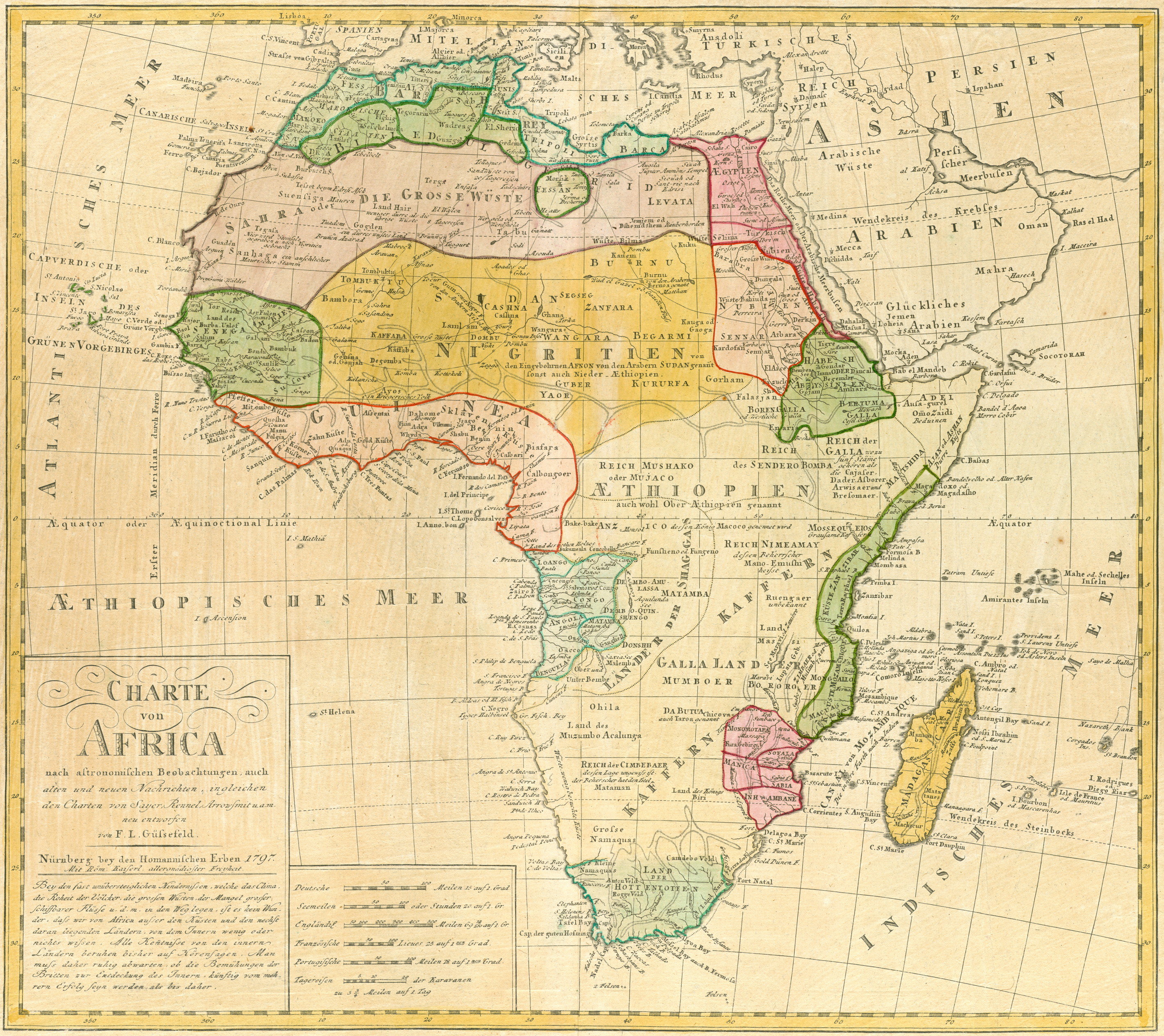
Carte de l'Afrique par Güssefeld (1797).

Franz Ludwig Güssefeld (né le 6 décembre 1744 à Osterburg et décédé le 17 juin 1808 à Weimar) est un cartographe prussien. 

## Biographie
Il montre dès son plus jeune âge son talent et son intérêt pour les cartes et la géographie. Alors il est venu à Baudirektor Hahn à Königsberg. Avec cela et JJ Petris, il travaille sur la mesure de la Noteć. Ces mesures ont servi de base au drainage ultérieur de la région. Sa tentative de rejoindre les groupes de pionniers prussiens échoue néanmoins. Alors il s'installe en Saxe-Weimar et y étudie les forêts. En 1773, il entre en contact avec le géographe Anton Friedrich Büsching, qui lui fournit désormais des données géographiques. Sa carte du Brandebourg est publiée par les héritiers de la maison d'édition Homann (Johann Baptist Homann). Il publie dans les années suivantes une centaine de cartes supplémentaires.  Elles sont toutes célèbres pour leur précision et ont fait de Güssefeld l’un des cartographes les plus respectés et les plus productifs de la deuxième moitié du XVIIIe siècle pour le Saint-Empire. À partir de 1808, Güssefeld travaille pour le compte de l'État, de l'industrie et de l'Institut géographique de Bertuch à Weimar. 

## Famille
Son père, Franz Joachim Güssefeld (1702-1757), est notaire et sénateur à Seehausen. Plus tard (1731), il est toujours maire. Sa mère est Catharina Sophie Albrecht (1703-1775), fille du conseiller Christoph Albrecht. Il est marié à Johanna Christiana Brunquel (1744-1807) depuis 1780. Elle est divorcée et a quatre enfants de son premier mariage.  Le couple n'a pas eu d'autres enfants. 